# Skolevalg 2026
Skolevalget 2026 er planlagt til at være det sjette skolevalg i Danmark. Det er planlagt at blive udskrevet 11. januar 2026, hvilket samtidig er starten på et 3-ugers undervisningsforløb, hvor skoleelever i 8., 9. og 10. klasse arbejder med en række politiske mærkesager og andre partirelaterede aktiviteter. Selve valghandlingen skal finde sted torsdag 29. januar 2026.
Normalt deltager omkring 70.000 danske skoleelever i skolevalget. Forløbet arrangeres af Folketinget og Børne- og Undervisningsministeriet i samarbejde med Dansk Ungdoms Fællesråd (DUF).
I foråret 2025 valgte Folketingets Præsidium helt usædvanligt at afvise, at et forslag til mærkesag om anerkendelse af Palæstina som selvstændig stat kunne indgå i Skolevalg 2026. Beslutningen blev kritiseret af bl.a. Danmarks Lærerforening og Danske Skoleelever. 

## Baggrund
Skolevalget er et valg for danske skoleelever i 8., 9. og 10. klasser. Ved valget får eleverne udleveret valgkort og stemmesedler, og der bliver stillet stemmebokse og valgurner op på skolerne. Til valget kan de politiske ungdomsorganisationer stille op, hvis moderpartier er opstillingsberettigede til folketingsvalg.
Ideen om at afholde skolevalg kommer oprindeligt fra Valgretskommissionen, der blev nedsat af Dansk Ungdoms Fællesråd efter kommunalvalget 2009. Skolevalg er finansieret af Folketinget og Undervisningsministeriet og er udviklet i samarbejde med bl.a. fagkonsulenterne i samfundsfag fra CFU’ere i hele landet. Der har været afholdt landsdækkende skolevalg i Danmark siden 2015. Normalt afholdes valgene med to års mellemrum, siden COVID-19-pandemien i januar i hvert lige årstal.

## Forløb
Inden valget udpeges 20-24 forskellige mærkesager, hvorfra eleverne skal udvælge tre, som de derefter arbejder med i undervisningen. I skolevalgets tredje og sidste uge vælger de politiske ungdomspartier, hvilke mærkesager de vil gå til valg på, og der holdes en række debatter med ungdomspartierne på skoler landet over.

## Kontrovers om anerkendelse af Palæstina som mærkesag
Blandt de forslag til mærkesager, som de forskellige ungdomspartier året før havde sendt ind som forberedelse til Skolevalg 2026, var et forslag om anerkendelse af Palæstina som selvstændig stat. Styregruppen bag valget var imidlertid uenige, om denne mærkesag burde indgå i det endelige materiale, og derfor blev spørgsmålet helt usædvanligt taget op af Folketingets Præsidium, hvor et flertal på fire ud af de fem præsidiemedlemmer i maj 2025 afviste, at mærkesagen om anerkendelse af Palæstina måtte være en af de officielle mærkesager ved det følgende års skolevalg. Begrundelsen var, at de tre uger, som skolevalget løb i, var for kort og gav "begrænset mulighed for at sikre en tryg og inkluderende undervisning om mærkesagen med Palæstina".
Beslutningen om at udelukke emnet fra listen af mærkesager vakte skarp kritik fra en række ungdomspartier, Danmarks Lærerforening og Danske Skoleelever. Såvel lærernes som elevernes organisationer mente, at der var tale om en indskrænknig af ytringsfriheden. Tore Vincents Olsen, lektor i politisk teori på Institut for Statskundskab på Aarhus Universitet, kaldte beslutningen umyndiggørende og et brud med et demokratisk princip og mente, at det kunne gøre hele skolevalget til en problematisk proces, når nogle af ungdomspartierne kunne hævde, at de var blevet udelukket fra debatten, fordi deres mærkesag ikke måtte diskuteres. Jonas Lieberkind, lektor ved Danmarks institut for Pædagogik og Uddannelse, mente, at skolevalget kunne være en pædagogisk mulighed for at tage en diskussion om, hvordan man debatterer svære emner.